# Бек, Юрген
Ю́рген Бек (нем. Jürgen Beck; род. 29 августа 1963) — немецкий кёрлингист.
В составе мужской сборной Германии участник чемпионата мира 2003. Чемпион Германии среди мужчин (2003). В составе мужской сборной ветеранов Германии участник чемпионата мира 2016.

## Достижения
- Чемпионат Германии по кёрлингу среди мужчин: золото (2003).

## Команды
| Сезон   | Четвёртый    | Третий        | Второй         | Первый            | Запасной                                   | Турниры                      |
| ------- | ------------ | ------------- | -------------- | ----------------- | ------------------------------------------ | ---------------------------- |
| 2002—03 | Андреас Ланг | Райнер Байтер | Юрген Бек      | Себастьян Швейцер | Йорг Энгессер тренер: Дик Хендерсон (ЧМ)   | ЧГМ 2003 · ЧМ 2003 (9 место) |
| 2015—16 | Уве Зайле    | Юрген Бек     | Кристоф Мокель | Юрген Мунк        | Matthias Steiner тренер: Александр Форсайт | ЧМВ 2016 (9 место)           |

(скипы выделены полужирным шрифтом)